# Навігаційні помилки
Навігаційна помилка — це дії або упущення капітана, інших осіб суднового екіпажу і лоцмана в судноводінні або управлінні судном, що призвели до втрати, нестачі або пошкодження вантажу. Таким чином, при визначенні навігаційної помилки, визначають помилки, що мали місце під час судноводіння (неправильні маневри судна, порушення правил попередження зіткнення суден тощо), або під час управління судном, тобто експлуатацією різних судових установок чи механізмів.
Навігаційна помилка може бути визначена лише в діях або бездіяльності капітана, членів екіпажу і лоцмана. Однак, відповідно до ст. 4 Гаазько-вісбійських правил мова може йти про інших службовців перевізника.
Правова сутність навігаційної помилки полягає у наступному:
1) Перевізник звільняється від відповідальності за втрату, нестачу або пошкодження вантажу, що є винятком із загального принципу вини.
2) Перевізник звільняється від відповідальності тільки перед своїм контрагентом за договором перевезення.
3) Обов'язок довести наявність навігаційної помилки покладається на самого перевізника.
За втрату, нестачу або пошкодження вантажу, викликані діями або упущеннями названих осіб під час навантаження, розміщення, вивантаження або здавання вантажу, перевізник несе відповідальність за правилами статті 176 КТМУ.